# جون سيدني غاريت
جون سيدني غاريت (بالإنجليزية: John Sidney Garrett) هو مصرفي وسياسي أمريكي، ولد في 29 أكتوبر 1921 في مقاطعة كليبورن في الولايات المتحدة، وتوفي في 28 مايو 2005 في هومر في الولايات المتحدة. حزبياً، نشط في الحزب الديمقراطي. وقد انتخب عضو مجلس نواب لويزيانا.